# 汪鋆
汪鋆（1816年—？），字硯山、亦作字研山，又字汪度，江苏仪徵人，清朝学者。
嘉慶二十一年（1816年）出生。早年師從李馨門。咸豐年間，太平軍攻克儀徵，汪鋆與吳讓之避難於泰州首富姚正鐮的栖雲山館。吳讓之為汪硯山所刻印章約五十枚。工於詩，精於金石，能篆刻；又善畫山水花卉，亦能畫人像。光绪八年（1882年），黄锡禧與汪鋆、方濬颐、刘溎年等结消寒會。卒年不詳。有《揚州畫苑錄》四卷，又著有《十二硯齋金石過眼錄》、《十二硯齋詩錄》、《春草堂隨筆》等。今南京博物院藏有《江浙纪游图册》。